# Tor Wallén
Tor Wallén, född 7 september 1891 i Vaxholm, död 3 maj 1972 i Stockholm, var en svensk skådespelare och korist.
Wallén filmdebuterade 1920 i Mauritz Stillers Fiskebyn, och han kom att medverka i drygt 25 filmer. Han är begravd på Spånga kyrkogård.

## Filmografi i urval
- 1920 – Fiskebyn
- 1937 – Ryska snuvan
- 1937 – Adolf Armstarke
- 1938 – Sol över Sverige
- 1938 – Vi som går scenvägen
- 1938 – Styrman Karlssons flammor
- 1939 – Filmen om Emelie Högqvist
- 1939 – Melodin från Gamla Stan
- 1939 – Landstormens lilla Lotta
- 1939 – Valfångare
- 1940 – Stål
- 1940 – Hennes melodi
- 1941 – Tänk, om jag gifter mig med prästen
- 1942 – Livet på en pinne
- 1942 – General von Döbeln
- 1945 – Svarta rosor
- 1947 – Folket i Simlångsdalen
- 1947 – Maria

## Teater

### Roller (ej komplett)
| År   | Roll     | Produktion                                                    | Regi              | Teater        |
| ---- | -------- | ------------------------------------------------------------- | ----------------- | ------------- |
| 1925 | Redbrock | Orloff Ernst Marischka och Bruno Granichstaedten              | Nils Johannisson  | Oscarsteatern |
| 1929 | Pertinax | Katja Jean Gilbert, Leopold Jacobson och Rudolph Österreicher | Oskar Textorius   | Vasateatern   |
| 1934 | Gendarm  | Paganini Franz Lehár, Paul Kneppler och Beda Jenbach          | Harry Stangenberg | Oscarsteatern |